# Ferme des Bonnettes
La ferme des Bonnettes se situe au niveau du hameau des Bonnettes sur la commune de Viriville à quelques kilomètres de la ville de Roybon. Il s'agit en fait d'un ensemble de trois bâtiments comprenant une maison d'habitation et deux granges inscrites monuments historiques depuis le 12 février 2003. Cet ensemble niché au milieu des bois et des champs domine la plaine de la Bièvre grâce à sa position au sommet d'une colline.

## Historique
Cet ensemble agricole se décompose en deux parties.
La partie « ferme nord » date du XVIIe siècle et se compose de la maison d'habitation et d'une des deux granges.
Une datation par dendrochronologie a été effectuée et a permis de dater l'habitation et la grange. Celles-ci auraient été construites en 1626 et 1643. Ces bâtiments font partie des rares constructions témoignant encore d'une architecture typique des constructions rurales dans les Chambaran. Ces deux constructions sont de plan carré. L'étage est constitué d'une ossature en bois de châtaignier et de chêne avec un remplissage en torchis composé de terre argileuse, de paille et d'eau appliqué directement sur un support fait de petits bois souples (noisetier, châtaignier…). Les murs du rez-de-chaussée quant à eux furent construits en galets roulés disposés en arête-de-poisson. Le toit est composé deux pans couvert de tuiles creuses de terre cuite de type « tuile canal ».
La « ferme sud » comprenait initialement plusieurs bâtiments comme le prouve le cadastre de 1825. Ces derniers ont été remplacés au milieu du XIXe siècle par une grange en pisé. Cette grange est caractéristique des constructions en pisé de la région et l'on trouve encore beaucoup d’autres bâtiments de ce genre en Isère.
Ainsi la rareté des bâtiments en pan de bois et les caractéristiques de cet ensemble sont représentatifs des constructions rurales en pan de bois du XVIIe siècle dans ce secteur du Dauphiné : le hameau dans son ensemble fait l’objet d’une inscription au titre des monuments historiques depuis le 12 février 2003.

## La ferme aujourd'hui
De nos jours la ferme appartient à une famille d'agriculteur de Viriville. Ces derniers utilisent encore les granges à des fins professionnelles, mais n'utilisent plus l'habitation principale, cependant cette famille virivilloise a décidé de la sauver et d’en faire un lieu à vocation patrimoniale. Il est d'ailleurs possible de visiter la ferme lors des journées du patrimoine, de plus quelques animations sont organisées au sein de la ferme, spectacle en tous genres, cuisson dans le four à pain.

## Galerie

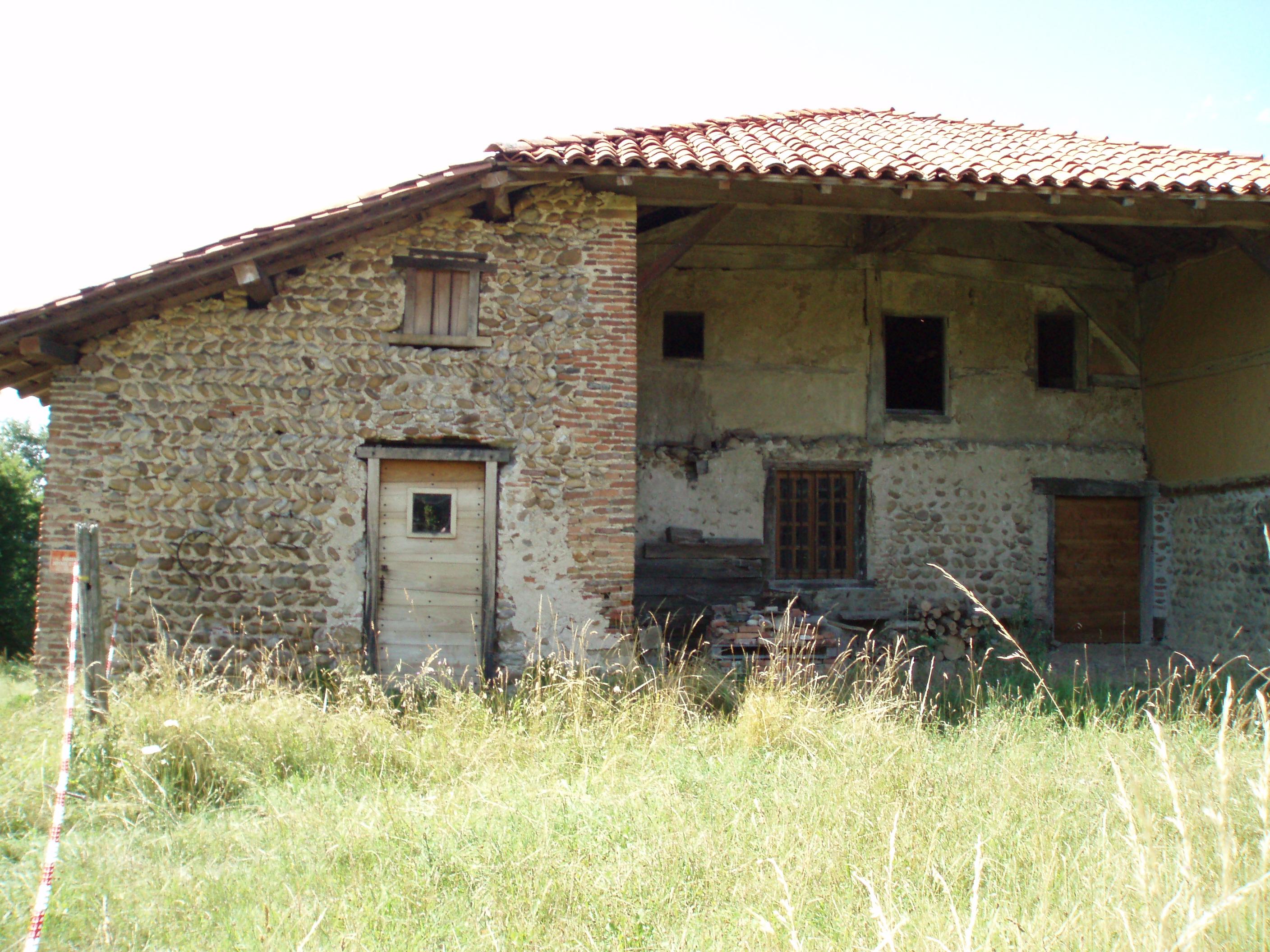
La ferme des Bonnettes de Viriville
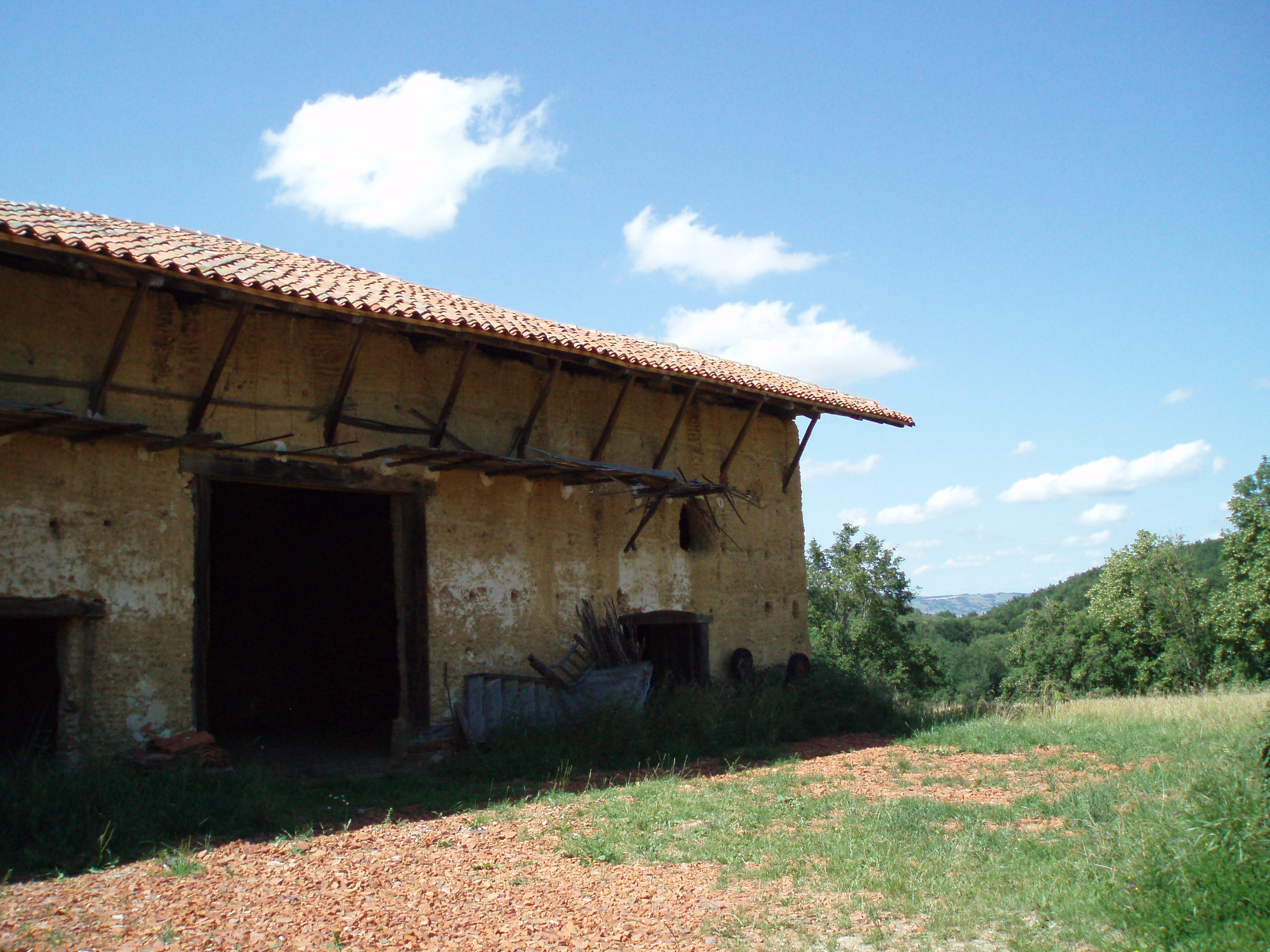
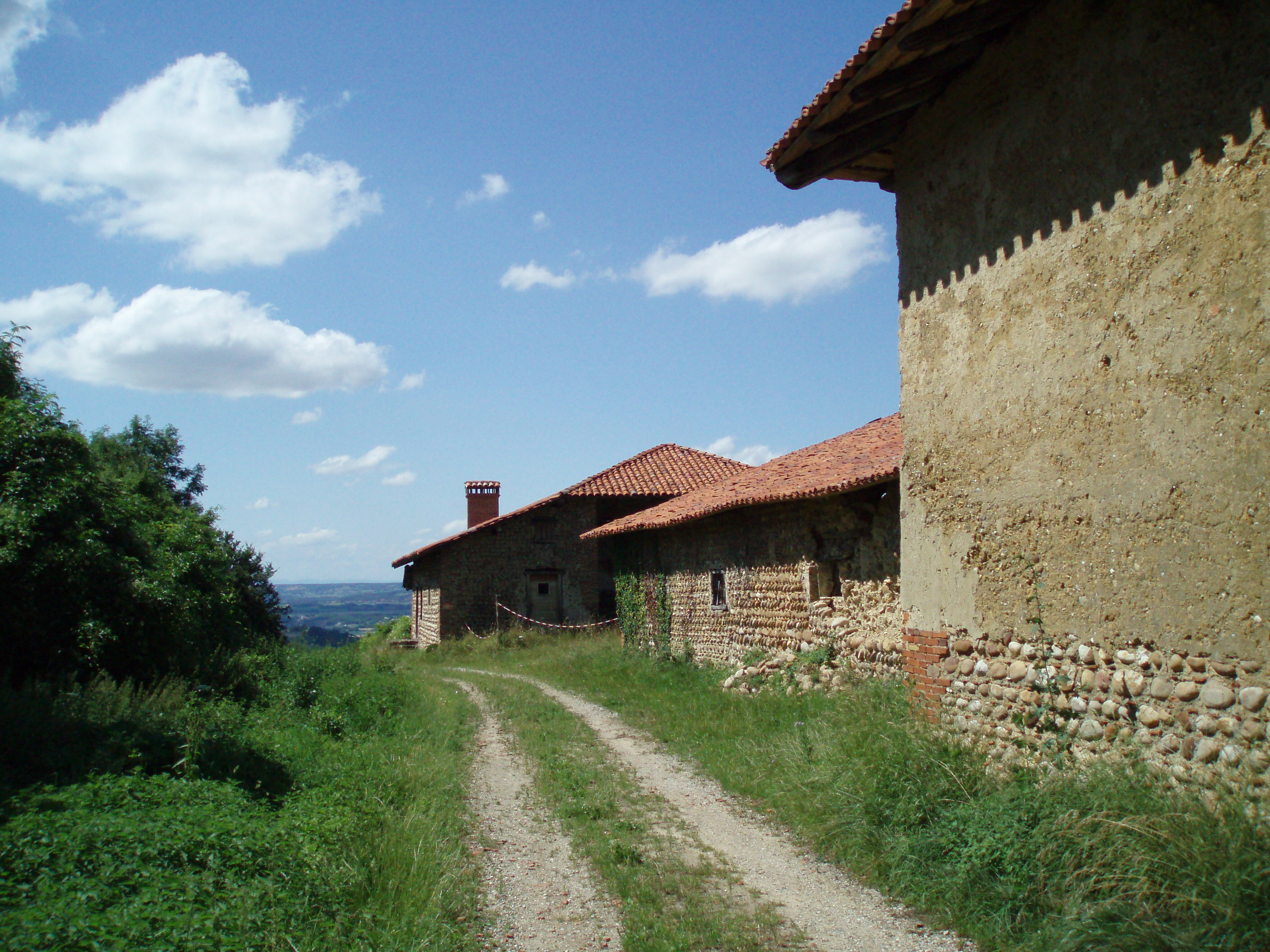